# Ludwig von Chasôt
Ludwig August Friedrich Adolf Graf von Chasôt (* 10. Oktober 1763 in Lübeck; † 13. Januar 1813 in Pskow) war ein preußischer Offizier und zeitweilig Stadtkommandant von Berlin. Er gilt als Hauptförderer der gegen die Franzosenherrschaft gerichteten Bewegung in Norddeutschland.

## Leben
Chasôt wurde als Sohn des aus französischem Adel stammenden Stadtkommandanten Egmont von Chasôt und seiner Frau Camilla, der Tochter des italienischen Malers Stefano Torelli, in Lübeck geboren. 1780 wurden er und sein älterer Bruder Friedrich Ulrich Offiziere in preußischen Kürassierregimentern. Nach einer Pause kehrte er 1804 als Major in preußische Dienste zurück und wurde Flügeladjutant König Friedrich Wilhelms III. Nach dem Frieden von Tilsit wurde er 1807 Stadtkommandant von Berlin, verlor dieses Amt aber schon 1809 als Strafe für den eigenmächtigen Auszug des Majors von Schill. 1812 trat er gemeinsam mit anderen preußischen Offizieren in die Dienste der russischen Armee, um gegen Napoleon I. kämpfen zu können. Ihm wurde der Aufbau der russisch-deutschen Legion anvertraut, doch schon im Januar 1813 starb er in Pskow (Pleskau) am Peipussee „am Nervenfieber“.
Ernst Moritz Arndt, der Chasôts Tod als Sekretär des Freiherrn vom Stein miterlebte, setzte ihm noch im gleichen Jahr in seinen Fünf deutschen Soldatenliedern mit dem Lied vom braven Chasot ein Denkmal. Es entbehrt nicht einer gewissen Ironie, dass der Sohn eines französischen Adligen und einer Italienerin hier als Urbild des gegen die Welschen kämpfenden Deutschen besungen wird.
Ludwig von Chasôt war Mitglied der Loge Ferdinand zur Glückseligkeit in Magdeburg.

## Familie
Er war seit 1786 mit Eleonore von Gansauge († 14. Februar 1830) aus Magdeburg verheiratet. Das Paar hatte vier Töchter:
- Elisabeth Camilla (1789–1843) ⚭ N.N. von Roeder († 12. April 1866), Ministerresident
- Caroline (Elisabeth) (* 20. Juli 1791 in Schönebeck; † 16. Mai 1882 in Potsdam) ⚭ 25. November 1821 Oberst Wilhelm Christian Karl Christoph von Bredow (1775–1857) aus dem Haus Prillwitz (Bruder von Henning August von Bredow), Herr auf Nordhausen und Markau
- Julie Rosalie (1793–1854) ⚭ 9. Mai 1816 Ludwig Reinhard von Grabow († 1844)
- Louise Albertine, genannt Bertha (* 26. Juni 1795; † 1. Juli 1858) ⚭ Karl von Reitzenstein (1793–1846), Sohn von Heinrich August Friedrich von Reitzenstein